# Косматоух лемур джудже
Косматоух лемур джудже (Allocebus trichotis) е вид бозайник от семейство Лемури джуджета (Cheirogaleidae), единствен представител на род Allocebus. Видът е световно застрашен, със статут Уязвим.

## Разпространение
Видът е разпространен в Мадагаскар.